# École nationale d’administration publique

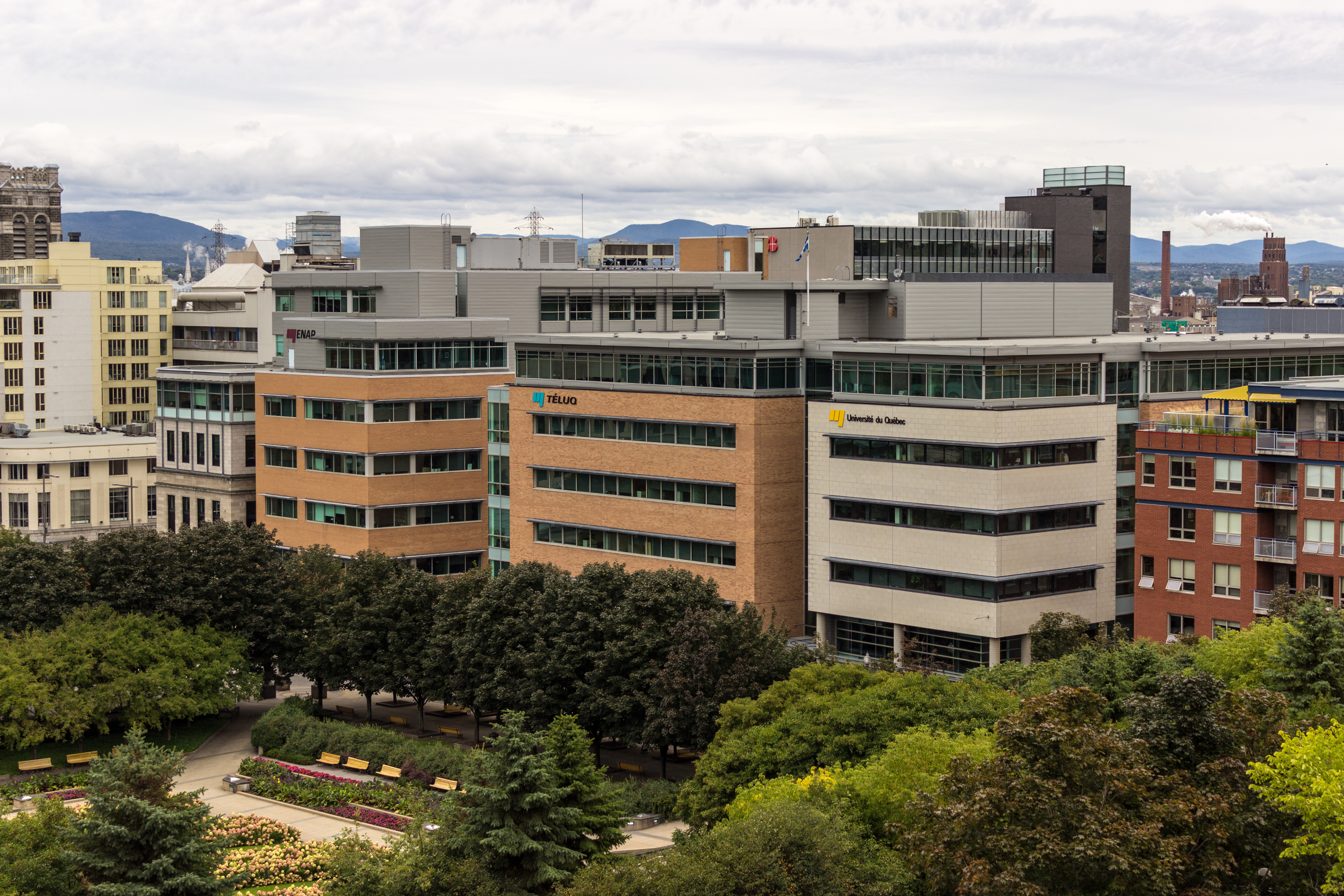
Gebäude von ENAP, Teluq und UdQ in Québec

Die École nationale d’administration publique (ENAP) ist eine französischsprachige staatliche universitäre Einrichtung in Québec, Kanada. Studienorte sind neben Québec Montréal, Gatineau, Trois-Rivières und Saguenay.

## Geschichte
Die ENAP wurde 1969 auf Initiative Roland Parenteaus im Verbund der Université du Québec gegründet. Schwerpunkt der Ausbildung ist die Öffentliche Verwaltung, die Ausbildung hat sowohl universitären als auch praktischen Bezug. Der Name der ENAP lehnt sich an die französische Elitehochschule École nationale d’administration (ENA) an. Ca. 2000 Studenten studieren heute an der ENAP.